# Sérgio (prenome)
Sérgio é um prenome masculino, utilizado nesta forma nos países de língua portuguesa. Este prenome é particularmente comum em Espanha e em França. É também muito utilizado na Rússia devido à grande popularidade naquele país de São Sérgio de Radonej da Igreja Ortodoxa.

## Etimologia
Sérgio tem uma provável origem etrusca, que por sua vez originou o prenome romano Sérgio (em latim: Sergius); de significado incerto, ainda que se costume traduzi-lo como guardião ou protetor. Sérgio ainda transformou-se no nome gentílico (nomen gentile) da gens Sérgia, os Sérgios.
O poeta Virgílio defende a sua origem a partir do nome do guerreiro troiano Sergesto.

## Variantes noutros idiomas
| Equivalências em outros idiomas |                                            |
| Idioma                          | Tradução                                   |
| Arménio                         | Serj (Սերժ), Sarkis (Սարգիս)               |
| Bielorrusso                     | Siarhei, Siarhiej (Сяргей) ou Sierž (Серж) |
| Galego                          | Serxio                                     |
| Catalão                         | Sergi                                      |
| Grego                           | Sergios                                    |
| Húngaro                         | Szergej                                    |
| Português                       | Sérgio                                     |
| Espanhol e Italiano             | Sergio                                     |
| Inglês e Francês                | Serge                                      |
| Polaco                          | Sergiusz                                   |
| Russo e Búlgaro                 | Sergei ou Sergey (Сергей)                  |
| Sérvio                          | Срђан, Срђа, Srđan, Srđa                   |
| Ucraniano                       | Sergiy, Serhiy ou Serhii (Сергiй)          |